# لونژویل-له-متز
لونژویل-له-متز (انگلیسی: Longeville-lès-Metz) یک کمون در ناحیه گراند است، فرانسه است.
این کمون ۲٫۷۱ کیلومتر مربع مساحت و ۴٬۰۱۷ نفر جمعیت دارد.